# شتاب‌گرایی
شتاب‌گرایی طیفی از ایده‌های مارکسیستی و ارتجاعی در نظریه انتقادی و اجتماعی است که باور دارد فرآیندهای اجتماعی، مانند رشد سرمایه‌داری و تغییرات تکنولوژیک، باید به سرعت تشدید شوند تا سیستم‌ها بی‌ثبات شوند و در نتیجه تغییرات اجتماعی رادیکال بیشتری ایجاد کنند که به آن «شتاب» می‌گویند. این اصطلاح همچنین به این ایده پسا مارکسیستی اشاره دارد که به دلیل تضادها و بی‌ثباتی‌های درونی سرمایه‌داری که می‌تواند رشد آن را به خطر بیندازد، الغای سیستم و ساختارهای طبقاتی آن می‌تواند با شتاب آن ایجاد شود. ایده‌های مختلفی بر شتاب‌گرایی تأثیر گذاشته‌اند، از جمله ایده ژیل دلوز و فلیکس گاتاری در مورد قلمروزدایی، پیشنهادهای ژان بودریار برای «استراتژی‌های مرگبار» و جنبه‌هایی از سیستم‌ها و فرآیندهای نظری که فیلسوف انگلیسی نیک لند توسعه دادند. این‌ها تأثیراتی حیاتی بر شتاب‌گرایی هستند که هدف آن تحلیل و متعاقباً ترویج نیروهای اجتماعی، اقتصادی، فرهنگی و لیبیدویی است که فرایند شتاب را تشکیل می‌دهند.
شتاب‌گرایی به عنوان یک طیف ایدئولوژیک به دو دسته چپ و راست تقسیم شده‌است. هر دو از تشدید نامحدود سرمایه‌داری و ساختارهای آن و نیز شرایط تکینگی حمایت می‌کنند -نقطه ای فرضی در زمان که رشد تکنولوژی غیرقابل کنترل و برگشت‌ناپذیر می‌شود.

از زمانی که لغت «شتاب گرایی» در سال ۲۰۱۰ ابداع شد، این اصطلاح چندین معنی جدید به خود گرفت. به ویژه توسط جنبش‌های افراطی دست راستی و سازمان‌های تروریستی، چندین مفسر از برچسب شتاب گرا برای توصیف یک استراتژی سیاسی بحث‌برانگیز که توسط فیلسوف اسلوونیایی، نظریه‌پرداز مارکسیست فرویدی، اسلاوُی ژیژک بیان شده‌است، استفاده کرده‌اند. مثلاً در نوامبر ۲۰۱۶ در مصاحبه ای با اخبار شبکه چهار بریتانیا، ژیژک اظهار داشت که اگر یک شهروند آمریکایی بود به دونالد ترامپ رئیس‌جمهور سابق ایالات متحده، به عنوان نامزدی که احتمال بیشتری برای برهم زدن وضعیت موجود سیاست در آن کشور دارد رای می‌داد.
1. 1 2 3  Beckett, Andy (11 May 2017). "Accelerationism: how a fringe philosophy predicted the future we live in". The Guardian (به انگلیسی). Archived from the original on 11 May 2017. Retrieved 5 January 2021.
2. ↑  "What is accelerationism?". New Statesman (به انگلیسی). 5 August 2016. Archived from the original on 6 August 2016. Retrieved 5 January 2021.
3. ↑  Wolfendale, Peter (2014). "So, Accelerationism, what's all that about?". Dialectical Insurgency. Archived from the original on 14 December 2014. Retrieved 5 February 2015.
4. ↑  Jiménez de Cisneros, Roc (5 November 2014). "The Accelerationist Vertigo (II): Interview with Robin Mackay". Centre de Cultura Contemporània de Barcelona. Archived from the original on 9 November 2014. Retrieved 5 February 2015.
5. ↑  Williams, Alex; Srnicek, Nick (14 May 2013). "#ACCELERATE MANIFESTO for an Accelerationist Politics". Critical Legal Thinking. Archived from the original on 6 February 2015. Retrieved 5 February 2015.
6. ↑  Cruickshank, Paul; Hummel, Kristina, eds. (22 December 2021). "The Iron March Forum and the Evolution of the "Skull Mask" Neo-Fascist Network" (PDF). CTC Sentinel. West Point, New York: Combating Terrorism Center. 14 (10): 27–37. Archived from the original (PDF) on 27 December 2021. Retrieved 19 January 2022.
7. ↑  "Melenchon and Žižek; Accelerationism and Edgelordism – Infinite Coincidence". infinite-coincidence.com. 5 May 2017. Retrieved 12 August 2020.
8. ↑  Coyne, Richard (14 May 2017). "What's wrong with accelerationism – Reflections on Technology, Media & Culture". Archived from the original on 1 October 2017. Retrieved 12 August 2020.
9. ↑  "Slavoj Žižek would vote for Trump". zizek.uk. 3 November 2016. Archived from the original on 7 November 2016. Retrieved 12 August 2020.